# آژانس فضایی امارات متحده عربی
آژانس فضایی امارات متحده عربی ( UAESA ) ( عربی: وكالة الإمارات للفضاء   translit: wikālat al-Imārat l-lifaḍā') آژانس فضایی دولت امارات متحده عربی است که مسئول توسعه و پیشرفت برنامه فضایی امارات متحده عربی است.
این آژانس  در سال ۲۰۱۴ تأسیس شد و مسئولیت توسعه و تنظیم صنعت هوافضا در امارات را بر عهده دارد. ماموریت این آژانس رشد  و توسعه برنامه فضایی امارات متحده عربی از طریق همکاری‌های بین‌المللی، برنامه‌های دانشگاهی و سرمایه گذاری در تحقیقات و توسعه، ابتکارات تجاری، و هدایت تحقیقات و اکتشافات علوم فضایی است.